# Thomas Dörflein
Thomas Dörflein (13. oktober 1963 i Berlin-Wedding – 22. september 2008 i Berlin-Wilmersdorf) var en tysk dyrepasser i Berlin Zoo. Han opfostrede isbjørnen Knut, som blev født i Berlin Zoo.
Dörflein voksede op i Spandau og blev i 1982 dyrepasser i Berlin Zoo. Efter 1987 arbejdede han som dyrepasser for bjørne og ulve. Den 5. december 2006 blev de to første isbjørne født i zooen i 33 år, men blev afvist af deres mor Tosca ved fødslen. Efter fire dage døde broderen, mens Knut blev opfostret af Dörflein. Han har modtaget adskillige tyske priser og anerkendelser for sin indsats.
Ledelsen i Berlin Zoo var bekymret for Thomas' omgang med Knut, der i begyndelsen af 2008 vejede 108 kg. Han fik forbud mod at komme i nærkontakt med Knut, der ikke var helt ufarlig. 
Thomas Dörflein døde som 44-årig af en blodprop i hjertet.
- April 2007
- April 2007
- Maj 2007
- Maj 2007